# Contea di Cheshire (New Hampshire)
La contea di Cheshire, in inglese Cheshire County, è una contea nel sud-ovest dello Stato del New Hampshire, negli Stati Uniti d'America. La popolazione al censimento del 2000 era di 73 825 abitanti, 77 045 secondo una stima del 2009. Il capoluogo di contea è Keene.

## Geografia fisica
La contea si trova nella parte sud-occidentale del New Hampshire. L'U.S. Census Bureau certifica che l'estensione della contea è di 1888 km², di cui 57 km² coperti da acque interne. Ha un territorio prevalentemente pianeggiante. Il fiume Connecticut segna il confine occidentale con il Vermont. Il punto più alto è il Monte Monadnock con un'altezza di 965 m.

### Contee confinanti
- Contea di Sullivan - nord
- Contea di Hillsborough - est
- Contea di Worcester (Massachusetts) - sud-est
- Contea di Franklin (Massachusetts) - sud-ovest
- Contea di Windham (Vermont) - ovest

## Storia
La contea di Cheshire fu creata nel 1769 e deve il suo nome al Cheshire in Inghilterra.

## Comuni
- Alstead - town
- Chesterfield - town
- Dublin - town
- Fitzwilliam - town
- Gilsum - town
- Harrisville - town
- Hinsdale - town
- Jaffrey - town
- Keene (capoluogo) - city
- Marlborough - town
- Marlow - town
- Nelson - town
- Richmond - town
- Rindge - town
- Roxbury - town
- Stoddard - town
- Sullivan - town
- Surry - town
- Swanzey - town
- Troy - town
- Walpole - town
- Westmoreland - town
- Winchester - town

### Census-designated place
- Hinsdale, nel territorio di Harrisville
- Jaffrey, nel territorio di Westmoreland
- Marlborough, nel territorio di Chesterfield
- Winchester, nel territorio di Swanzey